# Viado
Viado (en asturiano y oficialmente: Viau) es una casería que pertenece a la parroquia de Santullano en el concejo de Las Regueras (Principado de Asturias). Se encuentra a 210 m s. n. m. y está situada a 0,50 km de la capital del concejo, Santullano. 

## Población
En 2020 contaba con una población de 45 habitantes (INE 2020) repartidos en un total de 14 viviendas.